# میدلت
میدلت (Midlet) یکی از شهرهای شمالی و مرکزی کشور مراکش است که ۱۵۰۰ متر از سطح دریا ارتفاع دارد و حدود ۴۵۰۰۰ نفر جمعیت دارد.